# Mavroudis Bougaidis
Mavroudis Bougaidis, né le 1er juin 1993 à Thessalonique, est un footballeur grec qui évolue au poste de défenseur central.

## Palmarès

### En équipe nationale
- Équipe de Grèce des moins de 19 ans
  - Finaliste du Championnat d'Europe de football des moins de 19 ans en 2012